# Бит (рачунарство)
Бит (енгл. bit) је најмања јединица информације у рачунарству. Један бит представља количину информације потребну за разликовање два међусобна искључива стања, често представљана као један (1) и нула (0), да/не, тачно/нетачно, има/нема напона, итд. Бит се такође користи као име цифре у бинарном бројном систему (систем са основом 2). Сама реч је први пут употребљена 1948. године у раду Клода Шенона и настала је склапањем почетка енглеске речи „бинарна” и краја речи „цифра” или „јединица” на енглеском језику (binary digit или binary unit). Он је рекао да реч потиче од Џона Такија.
Бит је најосновнија јединица информација у рачунарству и дигиталним комуникацијама. Име је контракција бинарне цифре (енгл. binary digit). Бит представља логичко стање са једном од две могуће вредности. Ове вредности се најчешће представљају као „1” или „0”, али се обично користе и друге репрезентације као што су тачно/нетачно, да/не, +/− или укључено/искључено.
Кореспонденција између ових вредности и физичких стања основног складишта или уређаја је ствар конвенције, а различите доделе се могу користити чак и унутар истог уређаја или програма. Може се физички имплементирати са уређајем са два стања.
Симбол за бинарну цифру је или 'бит' по препоруци стандарда IEC 80000-13:2008 или мало слово 'b', као што препоручује стандард IEEE 1541-2002.
Непрекидна група бинарних цифара се обично назива низ битова, вектор бита или једнодимензионални (или вишедимензионални) низ битова. Група од осам бинарних цифара се зове један бајт, али историјски величина бајта није стриктно дефинисана. Често се пола, пуне, двоструке и четвороструке речи састоје више бајтова што су мала степени двојке.
У теорији информација, један бит је информациона ентропија бинарне случајне променљиве која је 0 или 1 са једнаком вероватноћом, или информација која се добија када вредност такве променљиве постане позната. Као јединица информација, бит је познат и као шенон, назван по Клоду Е. Шенону.

## Историја
Кодирање података дискретним битовима коришћено је у бушеним картицама које су измислили Басил Бошон и Жан-Баптист Фалкон (1732), које је развио Жозеф Мари Жакард (1804), а касније су то усвојили Семјон Корсаков, Чарлс Бабиџ, Херман Холерит и рани произвођачи рачунара попут ИБМ-а. Варијанта те идеје била је перфорирана папирна трака. У свим тим системима, медијум (картица или трака) је концептуално носио низ позиција рупа; свака позиција може бити или пробијена или не, носећи тако један бит информације. Кодирање текста по битовима је такође коришћено у Морзеовом коду (1844) и раним дигиталним комуникационим машинама као што су телетипови и тикерне машине (1870).
Ралф Хартли је предложио употребу логаритамске мере информација 1928. године. Клод Е. Шенон је први пут употребио реч „бит“ у свом семиналном раду из 1948. „Математичка теорија комуникације“. Он је његово порекло приписао Џону В. Тукију, који је 9. јануара 1947. написао меморандум Бел Лабса у коме је „бинарну информацију цифру“ контраховао на једноставно „бит“. Ваневар Буш је 1936. године писао о „битовима информација“ који су могли да се чувају на бушеним картицама које су се користиле у механичким рачунарима тог времена. Први програмабилни рачунар, који је направио Конрад Зус, користио је бинарну нотацију за бројеве.

## Јединица и симбол
Бит није дефинисан у Међународном систему јединица (СИ). Међутим, Међународна електротехничка комисија издала је стандард IEC 60027, који прецизира да симбол за бинарну цифру треба да буде 'bit', и то треба да се користи у свим вишекратницима, као што је 'kbit', за килобит. Међутим, мало слово 'b' се такође широко користи и препоручено од стране  1541 стандарда (2002). Насупрот томе, велико слово 'B' је стандардни и уобичајени симбол за бајт.

### Умношци бита
Више битова се може изразити и представити на неколико начина. За практичност представљања група битова који се често понављају у информационој технологији, традиционално се користи неколико јединица информација. Најчешћа је јединица бајт, који је сковао Вернер Бакхолц у јуну 1956. године. Она је историјски кориштено за представљање групе битова који се користе за кодирање једног карактера текста (док није преузето UTF-8 вишебајтно кодирање) у рачунару и из тог разлога је коришћен као основни адресабилни елемент у многим рачунарским архитектурама. Тренд у дизајну хардвера конвергирао је на најчешћу имплементацију коришћења осам битова по бајту, као што се данас широко користи. Међутим, због двосмислености ослањања на основни хардверски дизајн, октет јединица је дефинисан да експлицитно означава секвенцу од осам битова.

## Груписање битова
Ради практичности баратања и коришћења информација, битови се групишу у физичке и логичке скупове. Најчешће су то:
- Нибл – група од 4 бита, физички скуп битова али не и адресибилни.

- Бајт – најмања адресабилна група битова. У почетку је број био врло променљив а касније је скоро потпуно стандардизован на 8.

- Октет је група од 8 битова и, за разлику од Француске, често се користи реч бајт уместо октет јер се подразумева да је то исто.

- Реч је већа група битова, обично 2 бајта, али није стандардизована (постоје архитектуре са речима од 4, 8 или више бајтова). Реч је најчешћа адресибилна меморијска јединица за податке и за програм. По дужини речи се разликују рачунарске архитектуре, па се говори о шеснаестобитној, тридесет двобитној или шездесет четворобитној архитектури.

- Префикси СИ система (k-кило, M-мега, G-гига, итд) су у почетку коришћени да означавају сличне али не исте умношке. Тако је килобит био 210=1.024 бита, мегабит 1.024 килобита, итд. јер декадна вредност 1.000 није прилагођена бинарном бројном систему рачунара а 1.024 је приближна вредност. Касније је, међутим дошло до забуне и стандардизовања нових префикса (киби-, меби-, итд) – погледајте табелу.

## Брзина преноса
Приликом преноса дигиталног сигнала кроз неки медијум као јединица мере се користи број бита у секунди тј. b/s. Обично су брзине веће па се користе веће јединице као kb/s, Mb/s итд.